# Biggs
Biggs és una població dels Estats Units a l'estat de Califòrnia. Segons el cens del 2009 tenia 1.815 habitants.

## Demografia
Segons el cens del 2000, Biggs tenia 1.793 habitants, 571 habitatges, i 449 famílies. La densitat de població era de 1.331,3 habitants/km².
Dels 571 habitatges en un 44,5% hi vivien nens de menys de 18 anys, en un 60,6% hi vivien parelles casades, en un 13,3% dones solteres, i en un 21,2% no eren unitats familiars. En el 17,2% dels habitatges hi vivien persones soles el 8,9% de les quals corresponia a persones de 65 anys o més que vivien soles. El nombre mitjà de persones vivint en cada habitatge era de 3,14 i el nombre mitjà de persones que vivien en cada família era de 3,55.
Per edats la població es repartia de la següent manera: un 34,2% tenia menys de 18 anys, un 8,9% entre 18 i 24, un 29,3% entre 25 i 44, un 17,1% de 45 a 60 i un 10,5% 65 anys o més.
L'edat mediana era de 30 anys. Per cada 100 dones de 18 o més anys hi havia 87,6 homes.
La renda mediana per habitatge era de 33.250 $ i la renda mediana per família de 39.063 $. Els homes tenien una renda mediana de 32.692 $ mentre que les dones 22.500 $. La renda per capita de la població era de 12.386 $. Entorn de l'11,7% de les famílies i el 17,5% de la població estaven per davall del llindar de pobresa.

## Poblacions més properes
El següent diagrama mostra les poblacions més properes.